# Karl VII. (Frankreich)

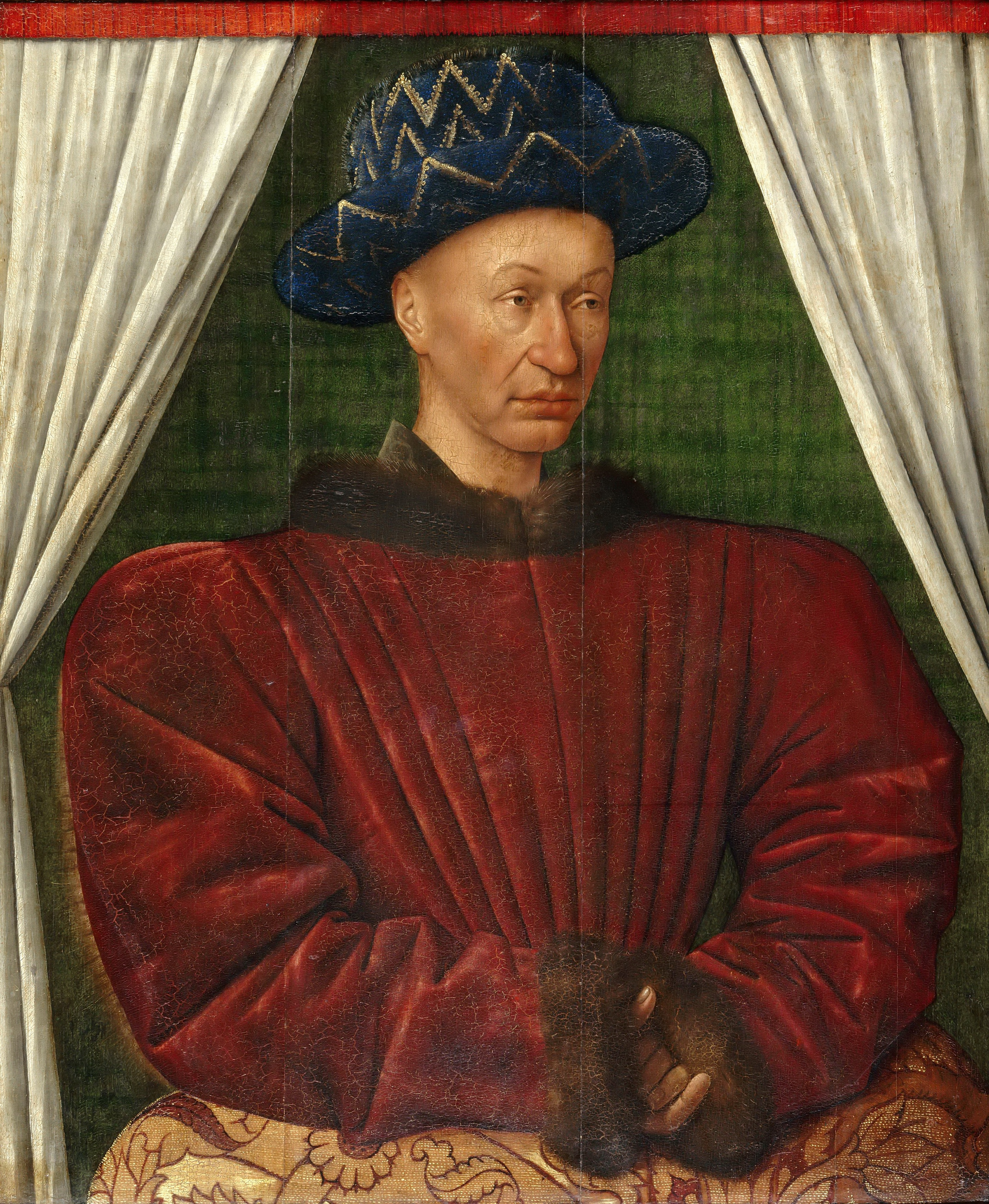
Karl VII. (Porträt von Jean Fouquet, zwischen 1445 und 1450)

Karl VII. der Siegreiche (französisch Charles VII, le Victorieux ‚der Siegreiche‘, le Bien Servi ‚der Wohlbediente‘; * 22. Februar 1403 in Paris; † 22. Juli 1461 in Mehun-sur-Yèvre) war von 1422 bis 1461 König von Frankreich. Er war der fünfte König aus der Linie Valois der kapetingischen Dynastie und der erste der so genannten Loire-Könige. Ihm gelang mit der Hilfe Jeanne d’Arcs zunächst die Wende im Hundertjährigen Krieg, bevor er 1453 mit der Vertreibung der Engländer aus Frankreich den endgültigen Sieg errang. Frankreich wandelte sich unter seiner Herrschaft von einem großen Lehensverband zunehmend zum Nationalstaat.

## Leben

### Jugend; Machtkampf um die Thronfolge
Karl VII. war das elfte Kind und der fünfte Sohn des französischen Königs Karl VI. und dessen Gemahlin Isabeau de Bavière. Er wuchs zu einer Zeit auf, in der es in Frankreich an internen Konflikten um Einfluss am Hof des zeitweise an einer Geisteskrankheit leidenden und dann regierungsunfähigen Karl VI. nicht mangelte. Zunächst standen sich dabei insbesondere der jüngere Bruder des Königs, Ludwig von Orléans, sowie der Burgunderherzog Philipp der Kühne und nach dessen Tod (1404) dessen Sohn und Nachfolger Johann Ohnefurcht, gegenüber, bis Letzterer Ludwig von Orléans 1407 ermorden ließ. In der Folge kam es zur offenen Konfrontation zwischen den Bourguignons (der Partei der Herzöge von Burgund) einerseits und den Anhängern des Hauses Orléans sowie Armagnac andererseits. König Heinrich V. von England nutzte die innerfranzösischen Spannungen zur Wiederaufnahme des Versuchs, Frankreich zu erobern und errang 1415 einen bedeutenden Sieg bei Azincourt.
Über die Erziehung Karls in dieser spannungsgeladenen Zeit ist wenig bekannt. Am 18. Dezember 1413 fand seine Verlobung mit Marie d’Anjou statt, die eine Tochter des Herzogs von Anjou und Titularkönigs von Sizilien, Ludwig II., und der Jolanthe von Aragón war. Seine Schwiegermutter Jolanthe übte lange Zeit großen Einfluss auf ihn aus. Die beiden ältesten Brüder Karls waren noch im Kindesalter verstorben und auch seine beiden darauf folgenden älteren Brüder Louis und Jean fanden einen frühen Tod, so dass er 1417 zum Dauphin avancierte. Damals war er bereits Graf von Ponthieu und Herzog von Touraine und wurde von seinem Vater zusätzlich zum Herzog von Berry und Grafen von Poitou sowie zum Generalleutnant im Königreich erhoben. Er war seiner Mutter entfremdet und verband sich mit den zu dieser Zeit in Paris herrschenden Armagnacs, konnte aber in der Nacht vom 28. auf den 29. Mai 1418 nur mit knapper Not den in die Hauptstadt eindringenden Bourguignons entkommen. Er nahm in Bourges seine Residenz und beanspruchte den Titel eines Regenten von Frankreich, stellvertretend für seinen geistesgestörten Vater, für sich (→ Bürgerkrieg der Armagnacs und Bourguignons).
Am 10. September 1419 wurde Johann Ohnefurcht bei einem Versuch, den Konflikt zwischen Burgundern und Armagnaken beizulegen, auf der Yonne-Brücke zu Montereau ermordet. Karl war bei dieser Mordtat anwesend, die nach seiner Darstellung Notwehr in einem spontan aufgeflammten Streit dargestellt habe, während sie nach der wohl glaubwürdigeren Behauptung der Burgunder ein wohlvorbereitetes Attentat gewesen sei. Mögliche Täter aus der Begleitung Karls könnten Tanneguy du Chastel und Jean Louvet gewesen sein. Der König jedenfalls bezeichnete seinen Sohn als sittenlos und der Thronfolge unwürdig. Später sollte Karl nach einem mit dem Sohn von Johann, Philipp dem Guten, geschlossenen Vertrag eine Strafe ableisten, tat dies aber nie. Philipp, dessen Partei das Königspaar Karl VI. und Isabeau ergriffen hatte, ging jedenfalls durch den Vertrag von Troyes (21. Mai 1420) eine Allianz mit Heinrich V. von England ein. Demgemäß wurde der Dauphin Karl, den seine Eltern verstoßen hatten, von der Thronfolge ausgeschlossen; stattdessen sollte Heinrich V. nach dem Tod Karls VI. dessen Nachfolger und somit in Personalunion König von England und Frankreich werden. Heinrich V. ließ Karl auch 1421 durch das Parlement de Paris des Throns verlustig erklären. Seit 1420 kamen ferner Gerüchte zur Untergrabung der Stellung Karls in Umlauf, die Zweifel an seiner Legitimität wecken sollten; Isabeau habe nämlich einst außereheliche Affären, so mit Ludwig von Orléans, unterhalten. Während die verbündeten Engländer und Burgunder ganz Nordfrankreich beherrschten, hatte der enterbte Dauphin Teile Zentral- und Südfrankreichs unter seiner Kontrolle.

### Heirat mit Marie d’Anjou und Nachkommen
Im April 1422 vermählte sich Karl VII. zu Bourges mit seiner bisherigen Verlobten Marie d’Anjou. Sie hatten folgende Kinder:
- Ludwig XI. (* 3. Juli 1423; † 30. August 1483), nachmaliger König von Frankreich
- Radegunde (* 1425; † 19. März 1445) – Siegmund von Habsburg-Tirol, dem Münzreichen versprochen, aber vor der Eheschließung verstorben
- Johann (*/† 1426)
- Katharina (* 1428; † 13. Juli 1446) ⚭ Herzog Karl der Kühne von Burgund
- Jakob (* 1432; † 2. März 1438)
- Yolande (* 23. September 1434; † 28. August 1478) ⚭ Herzog Amadeus IX. von Savoyen
- Johanna (* 1435/1440; † 4. Mai 1482) ⚭ Herzog Jean II. de Bourbon
- Philipp (* 4. Februar 1436; † 2. Juli 1436)
- Marguerite (* Mai 1437; † 24. Juli 1438)
- Johanna (* 7. September 1438; † 26. Dezember 1446)
- Marie (* 7. September 1438; † 14. Februar 1439)
- Marie (*/† 1441)
- Magdalena (* 1. Dezember 1443; † 21. Januar 1495) ⚭ Gaston von Foix (1444–1470), Mutter von König Franz von Navarra und Königin Katharina von Navarra
- Karl (* 28. Dezember 1446; † 24. Mai 1472), nachmaliger Herzog von Berry, Normandie, Champagne und Guyenne

### Hof zu Bourges; Kriegswende durch Jeanne d’Arc
Nach dem Tod Heinrichs V. und Karls VI. (1422) wurde der erst einjährige Sohn des englischen Königs, Heinrich VI., in Paris als französischer und englischer König anerkannt. Der Bruder Heinrichs V., Herzog Johann von Bedford, nahm nun als Regent Nordfrankreichs tatkräftig die Interessen seines unmündigen Neffen am Kontinent wahr und hielt Philipp den Guten und den Herzog Johann VI. von der Bretagne fest auf seiner Seite. Doch auch Karl VII. hatte sich trotz seiner anfänglich trüben Aussichten nach dem Ableben seines Vaters am 30. Oktober 1422 in Mehun-sur-Yèvre zum König proklamieren lassen. Sein Hof in Bourges entwickelte sich zum Zentrum all jener einflussreichen Parteien Frankreichs, die den anglo-burgundischen Bündnispartnern widerstrebten. Wohl mit bedingt durch traumatische Erlebnisse wie seine Flucht vor den Bourguignons aus Paris und Sorge um seine persönliche Sicherheit nach den Morden an den Parteihäuptern Ludwig von Orléans und Johann Ohnefurcht war Karl VII. vorsichtig-misstrauisch, insbesondere im Umgang mit fremden Personen. Ferner war er sehr fromm und abergläubisch, aber dabei im Rahmen der damaligen Zeit bleibend, und an Musik und Literatur interessiert, ohne deswegen später als großer Mäzen hervorzutreten. Persönlicher Kriegseinsatz und Jagd waren nicht seine Sache.
Aus politischen und ökonomischen Gründen schien es Bedford geraten, durch einen gezielten Angriff auf die von seinem Gegenspieler gehaltenen Gebiete möglichst rasch ganz Frankreich zu erobern. Am 31. Juli 1423 bei Cravant (Département Yonne) und am 17. August 1424 in der Schlacht von Verneuil (Eure) schwer geschlagen, wurde das Heer Karls VII. durch die verbündeten Engländer und Burgunder hinter die Loire getrieben, so dass die Feinde Karl spottweise den „König von Bourges“, wo er sich meist aufhielt, nannten. Die Provinz Maine fiel in die Hände Bedfords, doch hatten die Engländer noch keine Entscheidung errungen. Karl VII., dem im Exil der Aufbau einer funktionierenden Administration gelang, kamen interne Spannungen zwischen seinen Gegnern zustatten, so der Streit des englischen Regenten Humphrey von Gloucester mit dem burgundischen Herzog wegen des Besitzes von Hennegau, Holland, Zeeland und Friesland. Auch wenn die Engländer etwa im August 1425 Le Mans einnahmen, gelangen ihnen in den nächsten Jahren keine spektakulären Fortschritte.

Die territoriale Situation unter Karl VII. im Jahre 1429
Territorien kontrolliert durch den duc de Bourgogne, Philipp III. (Burgund)
Territorien kontrolliert durch Heinrich VI. (England)
Territorien kontrolliert durch Karl VII., franz. Charles VII
Wichtige Plätze kriegerischer Auseinandersetzung
- Überfälle durch die englischen Truppen 1415
Wege von Jeanne d’Arc nach Reims 1429

Anfang 1425 verlieh Karl VII. einem Bruder Herzog Johanns VI. von der Bretagne und Schwager Philipps des Guten, Arthur von Richemont, der zu ihm übergetreten war, die Würde eines Connétable. Nachdem Karl VII. 1426 zusätzlich am Attentat auf Johann Ohnefurcht Beteiligte wie Jean Louvet und Tanneguy III. du Chastel aus seiner Umgebung entfernt hatte, huldigte ihm der Herzog von der Bretagne. Ferner fanden Ausgleichsbemühungen mit dem Burgunderherzog statt. Johann, Bastard von Orléans, später Graf von Dunois, besiegte 1427 den Grafen von Warwick bei Montargis und zwang die Engländer zum Abzug. Als aber Johann VI. sich im September 1427 wieder fest den Engländern anschloss, fiel der Connétable von Richemont bei Karl VII. in Ungnade und wurde durch Georges de La Trémoille gestürzt. Solche politischen Kämpfe fanden häufig am Hof Karls VII. während dessen frühen Regierungsjahren statt. Laut dem Geschichtsschreiber Georges Chastellain bediente und entledigte sich der König unbedenklich seiner Berater.
Im Sommer 1428 entschloss sich Bedford, einen entscheidenden Militärschlag zu führen, zu diesem Zweck Orléans, die wichtigste Stadt an der Loire, einzunehmen und daraufhin über diesen Fluss vordringend allmählich die südfranzösischen Provinzen zu erobern. Thomas Montagu, 4. Earl of Salisbury bemächtigte sich der kleineren Ortschaften nahe Orléans und begann mit der Belagerung der Stadt. Zwar war der von Heerführern wie Johann, Bastard von Orléans und La Hire verteidigte Ort gut befestigt und seine Einwohner zum äußersten Widerstand bereit, doch erstürmten die Engländer im Oktober 1428 die Befestigungen südlich der Loire. Trotz des Todes Salisburys gelang es ihnen, die Stadt unter dem Kommando des Earl von Suffolk mit einem Belagerungsring zu umschließen, gegen den die Ausfälle der Eingeschlossenen keine Erfolge zeitigten. Im Frühjahr 1429 waren die Verteidiger bereit, Orléans zwar nicht den Engländern, aber Philipp dem Guten zu übergeben, was Bedford ablehnte.
Indessen residierte Karl VII. scheinbar völlig untätig in Chinon und verbrachte seine Zeit angeblich mit üppigen Festen und zahlreichen Mätressen. Sein Hof schien bereit, ihn ins Exil schicken zu wollen. In dieser tristen Lage sprach in Chinon Jeanne d’Arc vor, die sich von himmlischen Stimmen beauftragt glaubte, Orléans zu entsetzen und den nach ihrer Ansicht rechten König Frankreichs, Karl VII., zur Krönung nach Reims zu führen. Ende Februar 1429 fand ihre Unterredung mit Karl VII. im Schloss Chinon statt, über die beide nichts verlauten ließen. Offenbar beeindruckte die charismatische junge Frau ihren königlichen Gesprächspartner mit ihrer Siegeszuversicht und ihren Prophezeiungen. Nach dem Bestehen mehrerer Prüfungen wurde ihr erlaubt, die Kämpfe in Orléans mit zu leiten, und laut der Meinung zahlreicher Beteiligter war es dem Enthusiasmus und patriotischen Kampfeseifer unter den Soldaten verbreitenden Bauernmädchen maßgeblich zu verdanken, dass die Engländer am 8. Mai 1429 ihre Stellungen vor Orléans wieder räumen und sich zurückziehen mussten. Damit ging ein sich vor allem psychologisch auswirkender Kriegsumschwung einher. Nach weiteren militärischen Erfolgen wie die Vertreibung Suffolks aus Jargeau (12. Juni) und die nach einer englischen Niederlage bei Patay (18. Juni) erfolgte Gefangennahme John Talbots konnte die Jungfrau von Orléans gegen vielerlei Widerstände auch die auf Breitenwirkung abzielende Krönung und Salbung Karls VII. am 17. Juli 1429 in der Kathedrale von Reims durchsetzen.

### Weiterer Kriegsverlauf bis zum Vertrag von Arras
In der Folge schwächte sich der Einfluss von Jeanne d’Arc auf Karl VII. ab; sie stieß an seinem Hof auch auf die Opposition einer Friedenspartei, der u. a La Trémoille sowie der Kanzler und Erzbischof von Reims, Regnault de Chartres, angehörten. Zunächst zog der frisch gekrönte König mit ihr weiter und besetzte u. a. Compiègne, Soissons und Beauvais, schloss dann aber Ende August 1429 einen Waffenstillstand mit dem Burgunderherzog, der mit Bedford nicht mehr so eng verbündet war. Die kriegerische Jungfrau konnte Karl VII. überreden, sie einen Vorstoß gegen das von anglo-burgundischen Einheiten gehaltene und im Waffenstillstand nicht inbegriffene Paris unternehmen zu lassen, scheiterte aber im September dabei und verlor viel Ansehen. Karl VII. zog sich wieder nach Chinon zurück. Den Truppen des zur Aufrechterhaltung seiner mächtigen Stellung zwischen den streitenden Königen lavierenden Philipp dem Guten gelang es im Mai 1430, die ohne Rücksprache mit Karl VII. in die bedrohte Stadt Compiègne geeilte Jeanne d’Arc bei einem Ausfall aus der Stadt gefangen zu nehmen. Den Engländern ausgeliefert wurde sie nach Rouen gebracht, wo ein politischer und Inquisitionsprozess gegen sie stattfand. Mit diesem Verfahren sollte auch Karl VII. als Häretiker und Unterstützer einer Hexe erwiesen werden. Der König setzte indessen keinerlei Schritte zur Rettung der später als französische Nationalheldin verehrten Jeanne, die am 30. Mai 1431 den Feuertod erleiden musste.
Trotz der Hinrichtung Johannas von Orléans verloren die Engländer weiterhin an Boden. Dazu trug ein offenbar in Frankreich im Volk bereits vorhandenes, royalistisch gefärbtes, pränationales Zusammengehörigkeitsgefühl bei, so dass die Engländer zunehmend als ausländische Besatzer empfunden wurden, während der einstige Mord an Johann Ohnefurcht an Bedeutung abnahm. Außerdem machte sich die seit Jahrzehnten andauernde Überspannung der Kräfte des Inselreichs bemerkbar. Im Dezember 1431 gelang es Abgesandten Karls VII. ferner, einen sechsjährigen Waffenstillstand mit Philipp dem Guten auszuhandeln, der somit als kriegsaktiver Bündnispartner Bedfords ausfiel. Als im gleichen Monat der erst zehnjährige König Heinrich VI. zwecks seiner Legitimierung in Paris ebenfalls gekrönt wurde, waren nur wenige prominente französische Adlige und Prälaten dabei anwesend. Richemont, der sich mit Karl VII. versöhnt hatte und Kampfgefährte der Jeanne d’Arc gewesen war, führte nun gemeinsam mit Johann, Bastard von Orléans insbesondere in Maine einen Kleinkrieg gegen Bedford.
Für Karl VII. waren Zwistigkeiten an seinem Hof, vor allem zwischen Richemont und La Trémoille, zunächst noch hinderlich für eine weitere Stärkung seiner Position. Der im Juni 1433 erfolgte Sturz La Trémoilles bewirkte eine stetigere Politik des Königs, in dessen Beraterstab nun Jolanthe von Aragón, Richemont und Karl von Anjou dominierend waren. Dass Bedford im Sommer 1434 eine Bauernrevolte in der bisher als sicheres englisches Gebiet betrachteten Normandie unterdrücken musste, war hingegen ein weiteres Schwächezeichen der englischen Herrschaft in Frankreich. Weil im Namen Heinrichs VI. neue Institute für Hochbildung gegründet wurden, sah ferner die Universität Paris ihre wissenschaftliche Bedeutung geschmälert und überdachte ihre bisherige Unterstützung des englischen Königs. Schließlich bewogen den Burgunderherzog u. a. die Bildung einer profranzösischen Partei an seinem Hof und der Wunsch Flanderns nach Frieden zwecks Stützung seiner Wirtschaft dazu, einem dauerhaften Ausgleich mit Karl VII. gegenüber geneigter zu werden.
Ab Januar 1435 fanden auf hochrangiger Ebene Verhandlungen zwischen Parteigängern Karls VII. und jenen Philipps des Guten statt. Am 5. August 1435 begann in Arras eine große Friedenskonferenz, bei der zwischen Frankreich, Burgund und England eine umfassende Friedensregelung erzielt werden sollte. Karl VII. hatte als seine Vertreter den Erzbischof von Reims, Regnault de Chartres, den Herzog Karl I. von Bourbon und Arthur von Richemont zur Verhandlungsrunde geschickt. Er ließ Heinrich VI. die Normandie und Guyenne als französisches Lehen anbieten. Da aber Bedford auf den englischen Anspruch auf die Krone Frankreichs nicht verzichten wollte, scheiterten die Bemühungen um einen Ausgleich zwischen Karl VII. und den Engländern, deren Delegation sich am 6. September von den Verhandlungen zurückzog. Bereits am 14. September starb der Herzog von Bedford, welcher der führende Politiker Heinrichs VI. gewesen war und für Letzteren einen unersetzlichen Verlust bedeutete. Am 21. September 1435 verständigte sich hingegen Philipp der Gute mit Karl VII. im Vertrag von Arras auf die dauerhafte Beilegung ihrer Streitigkeiten. Der alte Jurist Jean Tudert leistete im Namen Karls für die Ermordung Johann Ohnefurchts Abbitte, woraufhin Philipp der Gute seine Verzeihung dieser Tat äußerte. Der Burgunderherzog, der Karl VII. als französischen König anerkannte und mit ihm in ein Defensivbündnis gegen die Engländer trat, erhielt die Grafschaften Auxerre und Mâcon sowie weitere Territorien, ferner eine relativ weitgehende Unabhängigkeit von Frankreich, doch hatte er all diese Zugeständnisse in Realität längst erreicht.

### Einnahme von Paris; Verwaltungsreform; Kirchenpolitik

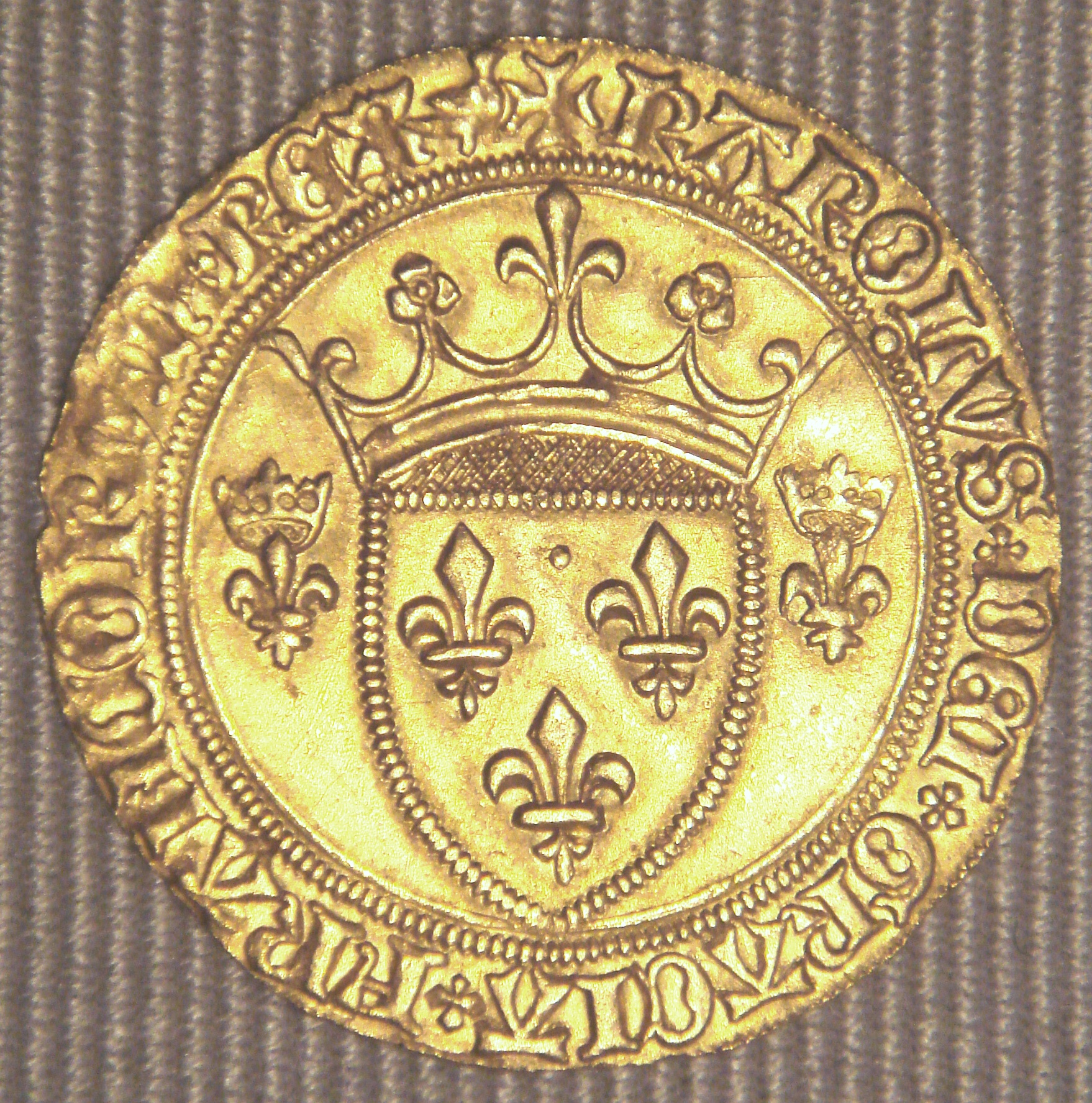
Münze Karls VII. (1436)

Nun waren die Engländer isoliert. Zu diesen gingen die Pariser immer mehr auf Distanz und unterstützten durch einen Aufstand im Frühjahr 1436 Richemonts Eroberungsversuche der Hauptstadt. Am 13. April öffneten die Bürger dem französischen Heer die Stadttore, das kampflos in Paris eindringen konnte. Vier Tage darauf übergab die nur 1500 Mann starke englische Garnison auch die Bastille. Die Hauptstadt war wiedererobert und Richemont verlautbarte eine Amnestie aller politischen Vergehen. Allerdings standen damit die Kriegshandlungen gegen die Engländer noch keineswegs vor einem baldigen siegreichen Abschluss. So kämpfte Humphrey von Gloucester 1436 in den burgundischen Niederlanden; John Talbot eroberte 1437 u. a. Pontoise und wurde sogar für Paris zur Gefahr. Außerdem zogen seit 1437 starke, militärisch organisierte, unter keiner Kontrolle mehr stehende Söldnerscharen der sog. Écorcheurs („Schinder“) verheerend durch Mittel- und Südfrankreich. Einer der mächtigsten ihrer Anführer war der aus einer kastilischen Adelsfamilie stammende Rodrigue de Villandrando, der lange Zeit als Söldnerkapitän für Karl VII. tätig gewesen war. Ferner kam es auch in der den König unterstützenden Fürstenkoalition zu Auflösungstendenzen. Der Connétable von Richemont vermittelte Karl VII. mehrere in den nächsten Jahren am Hof zu viel Einfluss gelangende Berater, so Pierre d’Amboise, Prégent VII. de Coëtivy, Jean V. de Bueil und Pierre de Brézé. Der König folgte zwar generell den Empfehlungen seiner Vertrauten, ließ sich aber von ihnen nicht beherrschen.
Im Sommer 1437 marschierte Karl VII. mit einem Heer vom Languedoc aus in die Île-de-France, zeichnete sich im Oktober persönlich bei der Einnahme von Montereau-Fault-Yonne aus und zog am 12. November 1437 feierlich in Paris ein, wobei er symbolisch den Stadtschlüssel erhielt und eine Generalamnestie verkündete. Er traf erste Anordnungen zur Wiedererrichtung einer funktionstüchtigen Administration. So legte er den in seiner Exilzeit in Poitiers etablierten obersten Gerichtshof mit dem noch aus burgundischer Herrschaftszeit stammenden Parlement des nun wiedergewonnenen Paris zu einer neuen Institution zusammen. Ebenso vereinigte er weitere große Behörden der Hauptstadt mit jenen seiner früheren hochqualitativen Exilverwaltung. Bei der dabei anstehenden Neubesetzung der Ämter ernannte der sehr auf die Herstellung eines nachhaltigen Friedens bedachte Herrscher nicht nur eigene Vertrauensleute, sondern übernahm auch viele bedeutende Staatsbeamte aus anglo-burgundischen Diensten. Sein Bemühen um inneren Ausgleich, Nachsicht mit Gegnern und eine effiziente Administration, die etwa Kriegssteuern zweckorientierter als früher verwendete, waren mehr noch als verbesserte militärische Techniken eine wichtige Ursache für den letztlichen Erfolg Karls VII. im Hundertjährigen Krieg und den damit verbundenen Wiederaufstieg des französischen Königtums.
In der Kirchenpolitik musste sich Karl VII. mit jenen Auseinandersetzungen befassen, die zwischen Papst Eugen IV., der für die Nachfolger Petri das Recht der traditionellen papalen Vollgewalt forderte, und dem Konzil von Basel, das für einen Vorrang des Konzils gegenüber dem Papst (Konziliarismus) eintrat, ausgetragen wurden. Beide Streitparteien riefen die Unterstützung des französischen Königs an. Dessen Abgesandte sprachen der ohnehin französisch dominierten Basler Synode am 1. Juni 1436 die Ergebenheit Karls VII. aus, verlangten aber auch die respektvolle Behandlung des Papstes. Als Eugen IV. den Vorschlag der Mehrheit der Basler Konzilsväter ablehnte, ein Unionskonzil mit der griechisch-orthodoxen Kirche in Avignon abzuhalten, nahm Karl VII. grundsätzlich die Bitte des Basler Konzils an, dessen ihm übersandte Entscheidungen anzuerkennen. Seit dem 1. Juni 1438 tagte dazu eine französische Klerusversammlung in Bourges und auf Grundlage des Berichts einer zur Umsetzung der Konzilsbeschlüsse eingerichteten Kommission verkündete Karl VII. am 7. Juli 1438 die Pragmatische Sanktion von Bourges. In ihr waren die Beschlüsse zum Teil erheblich im Sinne der Wünsche des französischen Monarchen und Klerus modifiziert, etwa die Einflussmöglichkeiten des Papstes eingeschränkt worden. Damit entstand eine gewisse Prärogative (sog. gallikanische Freiheiten) genießende katholische Nationalkirche, die vom Heiligen Stuhl relativ unabhängig war. Die so konstituierte gallikanische Kirche sollte insbesondere in personellen Fragen weitgehend unter Kontrolle des französischen Königs stehen. Nachdem Karl VII. durch Instrumentalisierung der Basler Synode seine kirchenpolitischen Ziele erreicht hatte, distanzierte er sich von ihr und erkannte den von ihr im November 1439 ernannten Gegenpapst Felix V. nicht an. Geschickt vermied er einen Bruch mit dem römischen Pontifex.

### Adelsverschwörung; Waffenstillstand mit England
Das Staatsverständnis Karls VII. ähnelte in vielen Punkten der später Machiavelli zugeschriebenen Position vom Gebrauch der Machtpolitik durch den Herrscher. Er strebte eine stärkere Zentralisierung der Reichsverwaltung bei gleichzeitiger Verminderung der Rechte der Aristokratie an und geriet dadurch in Gegensatz zu mehreren Fürsten, die ihm früher im Kampf zur Durchsetzung seines Königtums unterstützt und damit gerechnet hatten, im Falle seines Erfolges für ihre Hilfe gebührlich belohnt zu werden. Durch weitreichende Amnestien gab es aber keine Kriegsbeute mehr zu holen, Herzog Johann II. von Alençon war für im Krieg verlorene Besitztümer nicht entschädigt worden, Herzog Karl I. von Bourbon glaubte zu geringen Einfluss im königlichen Rat zu besitzen und weitere hochrangige Männer hatten wieder andere Gründe für Unzufriedenheit mit ihrem Monarchen.
Karl VII. entwickelte den Plan zur Bildung einer stehenden, regelmäßig besoldeten Armee, auf den die in Orléans einberufenen Generalstände eingingen. Am 2. November 1439 wurde eine Ordonnanz beschlossen, die ausschließlich dem König die Aufstellung eines solchen stehenden Heeres zugestand, das mittels einer von königlichen Beamten jährlich erhobenen, ein für alle Mal bewilligten direkten Steuer entlohnt werden sollte. Ferner durfte kein Vasall auf eigentlich königlichem Territorium eigene Söldner beschäftigen. Damit wurde die Macht des Königs auf Kosten der Aristokratie sehr gestärkt. Außerdem beschnitt Karl VII. auch die Vorrechte des Adels gegenüber den unteren Klassen. Nach 1439 berief der König die États généraux nicht mehr ein, da er sie nicht mehr benötigte.
1440 folgte ein von Karl I. von Bourbon, Johann II. von Alençon und dem zum Grafen von Dunois erhobenen Bastard von Orléans angeführter Adelsaufstand, die sog. Praguerie, der sich auch der Dauphin Ludwig anschloss. Dieser Rebellion blieb vor allem deshalb der Erfolg versagt, weil kein weiterer Bürgerkrieg erwünscht war und Karl VII. das Bürgertum für sich gewann. Auf der Seite des Königs kämpften als Feldherren Richemont und Karl von Anjou. Bis Juli 1440 ergaben sich alle oppositionellen Hochadligen, die Verzeihung durch den Monarchen erhielten, der seinerseits den jugendlichen Dauphin Ludwig durch die Übertragung der selbständigen Regierung der Dauphiné zufriedenzustellen suchte.
Der König kämpfte gleichzeitig weiterhin gegen die Engländer. Am 12. August 1439 gelang Richemont die Einnahme von Meaux und im nächsten Jahr konnten die Franzosen die gesamte Île-de-France erobern. Es kam zu neuen Verstimmungen zwischen Karl VII. und Philipp dem Guten. Letzterer leitete die entscheidenden Verhandlungen, durch die er Karl von Orléans 1440 aus 25-jähriger englischer Gefangenschaft freibekam und sich somit verpflichtete. Er führte den befreiten Herzog einer sich erneut bildenden Koalition der Häuser Bourbon, Alençon und Bretagne zu, so dass Anfang 1442 ein neuer Bürgerkrieg zu drohen schien. Da konnte der König eine geplante – dann freilich nicht zustande gekommene – Vermählung Karls von Anjou mit Maria von Geldern, einer Großnichte Philipps des Guten, verkünden lassen, was eine Verbesserung der Beziehungen zwischen dem Burgunderherzog und dem französischen Monarchen bedeutete und somit den Gegnern des Königs den Wind aus den Segeln nahm. Schließlich erreichte Karl VII. durch persönliche Aussprachen mit den opponierenden Fürsten, denen er finanzielle Zugeständnisse machte, eine Abwendung weiterer innenpolitischer Unruhen.
Fortschritte bei der Eroberung seiner südlichen Reichsteile verzeichnete der König im Sommer 1442. So konnte er in Toulouse einziehen. 1442/43 erfolgten auch französische Vorstöße in die Normandie und Anfang 1444 gelang dem Dauphin die Gefangennahme des mit den Engländern verbündeten Grafen Johann IV. von Armagnac. Nach weiteren Rückschlägen der Feldherren Talbot und Somerset verstanden sich daher die Engländer zunächst im Mai 1444 zu einem 22-monatigen Waffenstillstand. Zur Bekräftigung der Vereinbarung fand die Verlobung König Heinrichs VI. mit Margarete von Anjou, einer Nichte Karls VII., statt. Für die englische Seite verzichtete der als Unterhändler nach Frankreich gereiste Earl William von Suffolk nicht nur auf eine Mitgift, sondern versprach auch die Rückgabe der Besitzungen in Maine. Der Waffenstillstand wurde mehrmals bis 1449 verlängert.
Schon 1420 war es infolge des Krieges zu einer Hungersnot gekommen. Nach der weitgehenden Befreiung des Landes von den Engländern waren das Land und der königliche Hof völlig verarmt. Zeitweise hatte Karl VII. nur vier Taler in seiner Kasse. Viele Provinzen, so vor allem die Picardie, waren entvölkert. Der Adel plünderte das Land willkürlich aus und erhob Zölle, wo immer es möglich war; die marodierenden französischen und englischen Söldnerbanden ließen sich nicht mehr kontrollieren. Paris und die Provinzialstädte mussten große Mengen geflüchteter Bauern aufnehmen; große Wolfsrudel verfolgten die Menschen bis in die Städte.

### Heeresreform
1444 vermochte Karl VII. endlich die durch Raub und Plünderungen in Verruf gekommenen, jetzt stellungslos gewordenen Söldnerverbände der Écorcheurs (Würger, Schinder) loszuwerden, als er einem Ersuchen des römisch-deutschen Königs Friedrich III. folgte, diesem Hilfstruppen gegen die Schweizer zu schicken. Aus den Söldnern sollten zwei große Heere formiert werden, mit deren einem der französische König selbst im Streit zwischen Herzog René I. von Anjou und der Stadt Metz zu intervenieren beabsichtigte, während dem Dauphin die Aufgabe zufiel, mit der anderen Armee durch Elsass in die Schweiz zu marschieren. Diesen Zug führte der Dauphin mit seinen etwa 25.000 Écorcheurs oder Armagnacs unter großen Verheerungen durch und schlug am 26. August 1444 unter großen Verlusten eine sich tapfer wehrende Truppe von nur 1500 Eidgenossen bei Sankt Jakob an der Birs nahe Basel. Bald schloss er aber mit den Schweizern Frieden und bediente sich ihrer Hilfe zur Unterwerfung des Elsass. Die dortigen Städte wehrten die viele Gräueltaten begehenden Écorcheurs aber ab und zwangen den Dauphin 1445 zum Abzug. Auch der Feldzug Karls VII. gegen Metz verlief nicht sonderlich erfolgreich; er begnügte sich schließlich im März 1445 mit der Besetzung von Épinal. Immerhin hatte der König mit seinen militärischen Unternehmungen viele der unerwünschten Söldner umgebracht.
Auf Grundlage der Regelung von 1439 schloss Karl VII. 1445 die Aufbauorganisation der regelmäßig besoldeten Ordonnanzkompanien, Vorläufer stehender Heere, ab. Damit verfügte der König über mehrere Tausend Mann ständig kampfbereiter, auf ganz Frankreich verteilter Truppen. Auch in England fand eine Heeresreform statt, bei der eine ähnliche Organisation wie in Frankreich geschaffen wurde. Mit seinen Beratern wählte Karl VII. die Befehlshaber seiner Kompanien sehr sorgfältig aus und stellte nur die fähigsten Kriegshauptleute ein. Dabei kamen nicht nur bewährte Leute des Königs, sondern auch bekannte Ausländer und einheimische Adlige wie der früher oppositionell agierende Herzog Karl I. von Bourbon zum Zug. Viele Aristokraten fanden die Übernahme von Kommandoposten in der königlichen Armee sehr attraktiv, sie standen dabei aber hierarchisch streng unter dem Monarchen. Auch die Auswahl der Mannschaften der Ordonnanzkompanien wurde einer scharfen Selektion unterworfen. Die Zahl der Kompanien wurde bald erhöht und mit zusätzlichen Garnisonstruppen weiter verstärkt. Der König war nun durch seine Monopolstellung bei der Wehrhoheit in einer gestärkten Position und hatte den Grundstein für die künftige absolute Monarchie gelegt.
Durch eine Ordonnanz vom 28. April 1448 wurden die Kompanien in großem Stil durch eine aus Francs-archers (Freischützen) gebildete stehende Infanterie ergänzt. Auf je 45 Haushaltungen wurde ein Freischütze ausgesucht und mit vollständiger Rüstung versehen. Er musste jederzeit zum Kriegsdienst bereit sein und genoss dafür Steuerfreiheit. Diese Truppe hatte aber keine große militärische Durchschlagskraft. Dagegen fand die Artillerie durch die Entwicklung hochwertigerer Steinbüchsen und verbesserter Pulvermischungen vermehrten sehr erfolgreichen Einsatz. Jean Bureau wurde Großmeister der Artillerie und versah Frankreich mit dem besten Geschützmaterial.

### Agnès Sorel
Von 1444 bis 1450 war die aus niederem Adel stammende Agnès Sorel († 9. oder 11. Februar 1450) die offizielle Geliebte Karls VII.; sie gilt als die erste offizielle Mätresse eines französischen Königs. Der Monarch zeigte sich gegenüber der als schön und intelligent beschriebenen jungen Dame, die auf ihn jahrelang einen positiven Einfluss ausübte, sehr freigebig. Er schenkte ihr Landsitze und Schlösser und ernannte sie zur Ehrendame seiner Gemahlin Marie d’Anjou, die sich mit ihrer Konkurrentin arrangierte. Mit seiner als Dame de Beauté titulierten Mätresse hatte der König vier Töchter, von denen die letzte das Säuglingsalter nicht überlebte; die anderen Töchter wurden sämtlich anerkannt, legitimiert und vorteilhaft verheiratet:
- Charlotte (* 1434/1446; † 15. Juni 1477) ⚭ Jacques de Brézé (Haus Brézé)
- Marie Marguerite (* 1436/1444; † 1473) ⚭ Olivier de Coëtivy (Haus Coëtivy)
- Jeanne (* 1439/1448; † nach 1467) ⚭ Antoine de Bueil, Kanzler des Königs
- eine Tochter (* 3. Februar 1450; † 3. Februar 1450)

### Siegreiche Beendigung des Hundertjährigen Krieges
Streitigkeiten zwischen König Heinrich VI. und englischen Hocharistokraten sowie der Umstand, dass während der Periode des Waffenstillstandes die Normandie kaum in erhöhte Verteidigungsbereitschaft versetzt wurde, kamen Karl VII. bei der Eroberung der letzten von den Engländern gehaltenen Territorien entgegen. Seit 1448 kam es zu neuen Kampfhandlungen, da die englischen Befehlshaber die Räumung von Maine verzögerten. Im März 1448 eroberte der Graf von Dunois in diesem Zusammenhang Le Mans. Im Frühling 1449 rückte er in die Normandie ein, wo es schon in den letzten Jahren zu heftigem Widerstand, sogar Partisanenkrieg gegen die englische Herrschaft gekommen war. Die rasche Eroberung der Normandie gelang Dunois und anderen Kommandeuren daher wesentlich auch aufgrund der Unterstützung seitens der Einwohner. Die Amnestiepolitik Karls VII. und das disziplinierte Auftreten seiner Ordonnanzkompanien gegenüber den häufigen Plünderungen der nur gering besoldeten Soldaten Heinrichs VI. trugen Weiteres zum französischen Erfolg bei. Ende Oktober 1449 fiel Rouen, in welche Stadt Karl VII. am 10. November seinen feierlichen Einzug hielt und in der dortigen Kathedrale einem vom Erzbischof von Rouen und weiteren Prälaten veranstalteten Gottesdienst beiwohnte. Während sich der König im Winter 1449/50 teilweise in Jumièges aufhielt, ging der Krieg weiter. Ein in die Normandie übergesetztes, von Sir Thomas Kyriell kommandiertes englisches Heer, das am 15. März 1450 in Cherbourg landete, wurde nach einem anfänglich siegreichen Gegenstoß vom Connétable von Richemont und Pierre de Brézé bei Formigny am 15. April völlig aufgerieben. Schließlich war die Normandie mit der Einnahme von Caen am 1. Juli 1450 völlig unter französischer Kontrolle.
Anfang 1451 begannen die Franzosen mit der Attacke auf die 300-jährigen englischen Besitzungen in Guyenne und der Gascogne. Dort galten die Engländer nicht als fremde Herren, so dass sich die Unterwerfung dieses Gebietes für die Truppen Karls VII. schwieriger gestaltete. Nach der Einnahme mehrerer kleinerer Festungen musste auch Bordeaux am 23. Juni 1451 kapitulieren. Mit der Eroberung von Bayonne durch den Grafen von Dunois fiel am 20. August 1451 die letzte im Besitz der Engländer befindliche Stadt Südfrankreichs. Das harte fiskalische Regierungssystem der Valois bewirkte aber in den zuletzt eroberten Gebieten um Bordeaux Widerstand gegen die französische Herrschaft. So wurde bald in London um Hilfe ersucht. Der Hof Heinrichs VI. stattete indessen den mit der Intervention betrauten alten Feldherrn John Talbot 1. Earl of Shrewsbury mit einem Expeditionsheer von nur 9000 Mann aus. Talbot landete mit dieser Armee in Guyenne und zog kampflos in Bordeaux ein. Er fand bei seinem Frühjahrsfeldzug 1453 zwar viel Zustimmung bei den Gascognern, sah sich aber einer Übermacht der Franzosen gegenüber. Deren verheerender Artilleriebeschuss sicherte Karl VII. den vollständigen Sieg in der Schlacht bei Castillon (17. Juli 1453); Tausende Engländer, der Heerführer Talbot selbst und sein Sohn fielen. Die erneute Unterwerfung Südwestfrankreichs konnte Karl VII. nun in wenigen Monaten abschließen. Er ließ Bordeaux als treubrüchige Stadt beschießen, die sich am 19. Oktober 1453 gegen Zahlung von 100.000 Écus unter Verlust aller Freiheiten ergeben musste. Damit war der Hundertjährige Krieg endgültig entschieden und ganz Frankreich in der Hand des Valois-Herrschers. Ein Friedensvertrag blieb aus, da Heinrich VI. geisteskrank zu werden begann und 1455 die Rosenkriege ausbrachen, was den Fortgang von Friedensgesprächen hemmte. Nur Calais konnten die Engländer behalten, weil es in einem dem Herzog von Burgund abgetretenen Territorium lag; die Stadt sollte bis 1558 zu England gehören.

### Letzte Regierungsjahre und Tod
Auf allen Ebenen suchte Karl VII., der ein sehr effizientes Fiskalsystem besaß, die Präsenz seines Einflusses zu intensivieren, gründete dazu u. a. Parlamente in Toulouse, Bordeaux und Grenoble und erließ in seinen letzten zwei Regierungsjahrzehnten viele Gesetze, die nicht nur das Heer, sondern auch die Rechtsprechung und das Finanzsystem reformierten. Fähige Berater wie der Kanzler Guillaume Juvénal des Ursins trugen zu erfolgreichen Entscheidungen des Monarchen bei (Beiname le bien servi, der „Wohlbediente“ im Sinne von „wohlberaten“).
1451 erfolgte der Sturz eines bei Hof sehr einflussreichen Mannes, Jacques Cœur. Dieser stammte aus dem Kaufmannsmilieu von Bourges und hatte sich ein Finanzimperium im Orient- und Levantehandel aufgebaut, ehe er als bedeutender Großhändler Frankreichs 1438 zum Säckelmeister (argentier) des Königs und 1442 zum Mitglied des königlichen Rates aufstieg. Er sorgte für den laufenden Unterhalt des Hofs, war dem Monarchen aufgrund seines kaufmännischen Geschicks lange unentbehrlich und erwarb sich ein riesiges Vermögen. Viele Adlige waren bei ihm hoch verschuldet. Da dies auch auf den König selbst zutraf, lag es im Interesse Karls VII., sich Jacques Cœurs, der sich zudem viele Neider gemacht hatte, zu entledigen. Wohl infolge einer Intrige der Vergiftung der königlichen Mätresse Agnès Sorel angeklagt, wurde er am 31. Juli 1451 verhaftet und weiterer Vergehen wie Falschmünzerei, Siegelfälschung und Steuerbetrug beschuldigt. Sein gesamtes Vermögen in Frankreich ließ Karl VII. konfiszieren und besaß damit ausreichend Geldmittel zur Durchführung seines Feldzuges in Guyenne. 1455 konnte Cœur nach Italien fliehen, starb aber bereits im November 1456 auf Chios.
Nebenlinien des Königshauses und einflussreiche Geschlechter des Hochadels besaßen beträchtliche Teile Frankreichs und trotz der Heeresreform weiterhin eine mächtige Stellung. Bedeutende Adelsfamilien, die über große Territorien verfügten, waren die Häuser Orléans, Anjou und Bourbon, der mächtigste Konkurrent des Königs war aber der Burgunderherzog. Zusammen mit den Herzögen von Alençon, Bretagne und anderen stellten diese Geschlechter ein beachtliches Gegengewicht zur Krone dar.
Dennoch ging die Ära der Adelsherrschaften in Frankreich allmählich zu Ende und die Königsmacht wurde immer vorherrschender. Als der Graf Johann V. von Armagnac 1454 Anspruch auf die Grafschaft Comminges erhob, musste er nach einer Militärintervention des Königs nach Katalonien fliehen; sein Besitz verfiel 1460 der Krone. Ebensolches geschah mit den Gütern des Herzogs Johann II. von Alençon, der konspirativer Kontakte mit den Engländern bezichtigt, im Mai 1456 verhaftet und 1458 zu lebenslanger Haft verurteilt wurde.
Während Philipp der Gute dem Kreuzzugsaufruf des Papstes Nikolaus V. nach der Einnahme von Konstantinopel durch die Türken (29. Mai 1453) folgte, ließ sich Karl VII. wegen des nach wie vor bestehenden Kriegszustandes mit England und seiner gespannten Beziehungen mit der hohen Aristokratie Frankreichs auf keine Teilnahme an einem entfernten Krieg ein. Schlussendlich konnte Philipp der Gute seinem Eid zur croisade nicht nachkommen, nicht zuletzt wegen des Wirkens Karls VII., der auf das Scheitern des burgundischen Kreuzzugsprojekts hinarbeitete.
In Bezug auf die aufgekommenen Bestrebungen, Jeanne d’Arc durch den Heiligen Stuhl rehabilitieren zu lassen, verhielt sich Karl VII. zögernd, weil er zur Aufrechterhaltung seiner königlichen Autorität gegenüber seinen hochadligen Rivalen eine konstante Befriedungspolitik verfolgen und seinen Einfluss auf die gallikanische Kirche wahren musste. Ein Rehabilitationsverfahren hätte aber dem Papst, der Bedenken gegen die Pragmatische Sanktion von Bourges geäußert hatte, die Möglichkeit zur Intervention in kirchlichen Angelegenheiten Frankreichs erlaubt. Schließlich kam doch am 7. Juli 1456 die Aufhebung des Urteils von 1431 zustande, doch die Angehörigen Jeanne d’Arcs erhielten keine Entschädigung.
In seinen letzten Lebensjahren belastete Karl VII. das sehr getrübte Verhältnis zu seinem eigenen Sohn, dem ehrgeizigen Dauphin Ludwig, der im März 1451 gegen den Willen seines Vaters Charlotte von Savoyen zur zweiten Gattin genommen hatte und nicht der Aufforderung nachgekommen war, bei Hof zu erscheinen, wahrscheinlich auch aus Angst vor ihm abgeneigten königlichen Beratern. Ludwig missbilligte ferner das nach dem Tod Agnès Sorels offenbar sehr ausschweifende Sexualleben seines Vaters, der sich eine neue Mätresse, Antoinette de Maignelais, zugelegt hatte. Nach der Flucht des Thronfolgers zum Burgunderherzog (August 1456) zog Karl VII. die Dauphiné für die Krondomäne ein. Philipp der Gute erwies Ludwig alle einem Dauphin zustehenden Ehren, gewährte ihm reichlichen Unterhalt und ließ ihn auf der Burg Genappe residieren. Trotz umfangreicher Korrespondenz konnten sich Vater und Sohn nicht verständigen.
Seit etwa 1455 fühlte sich Karl VII. zunehmend kränker und litt seit 1458 an einer Mundinfektion, die ihm die Einnahme von Mahlzeiten erschwerte. Außerdem fürchtete er sich vor vermeintlichen Giftanschlägen des Dauphins und wurde gegenüber seiner Umgebung sehr misstrauisch. Er starb im Alter von 58 Jahren am 22. Juli 1461 zu Mehun-sur-Yèvre in Berry; die Todesursache war sein Mundabszess.
Karl VII. wurde in der Grablege der französischen Könige, der Kathedrale von Saint-Denis, beigesetzt. Bei der Plünderung der Königsgräber von Saint-Denis während der Französischen Revolution wurde sein Grab am 17. Oktober 1793 geöffnet und geplündert, seine Überreste wurden in einem Massengrab außerhalb der Kirche beerdigt.

## Bilder

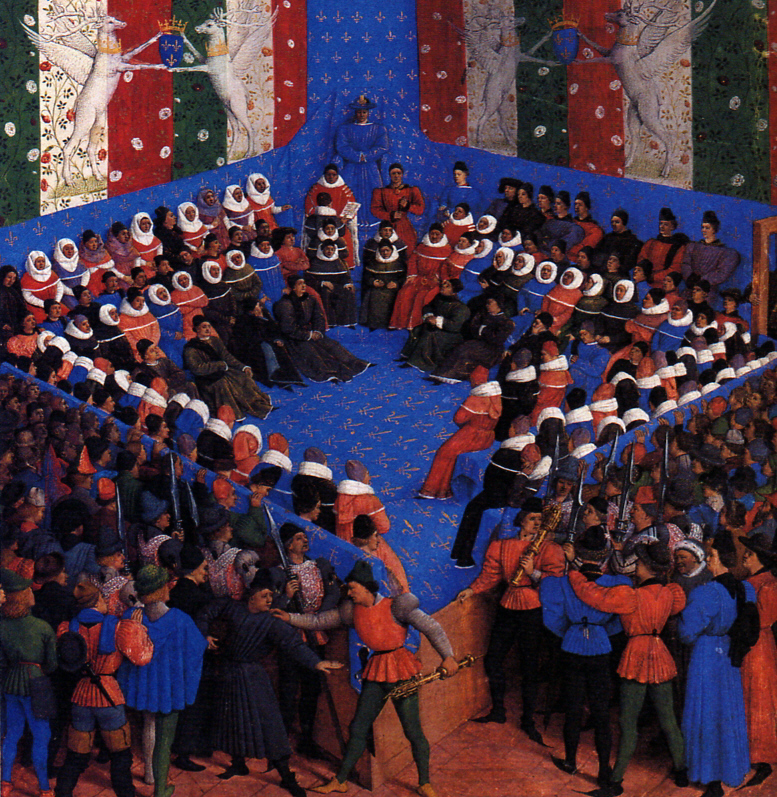
Karl VII. bei einem lit de justice vor dem Parlement de Paris
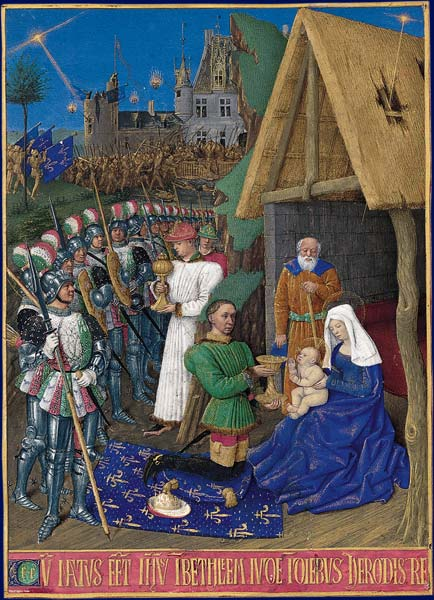
Karl VII. reicht Jesus den Kelch
Königliches Wappen von Karl VII.
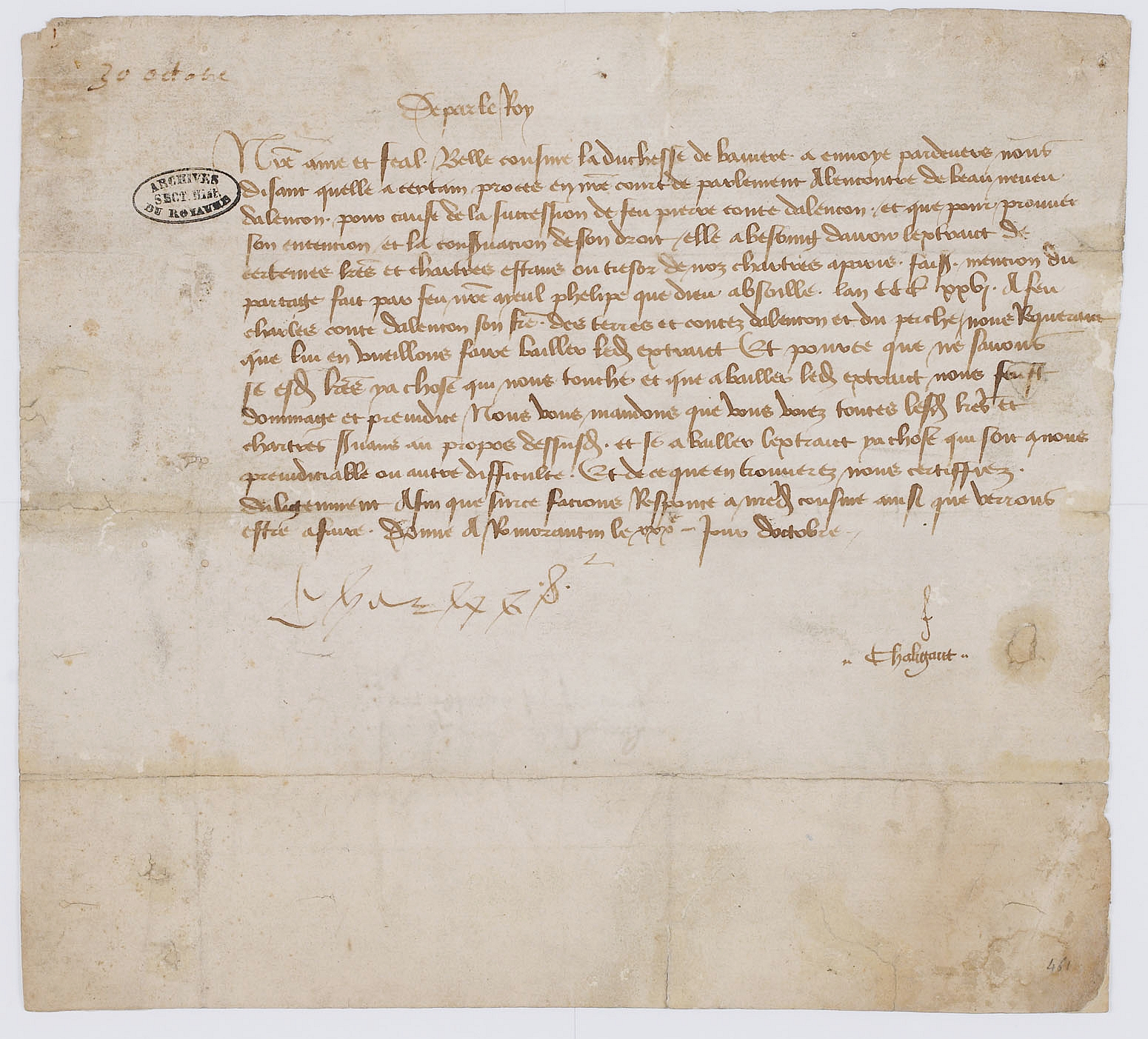
Eigenhändige Unterschrift Karls VII auf einem Brief vom 30. Oktober 1454, Paris, Archives Nationales